# 2014 FD70
2014 FD70 est un objet transneptunien probablement en résonance 2:5 avec Neptune, il fait partie des objets connus situés à plus de deux fois la distance de l'orbite de Neptune.